# Cyrtandra efatensis
Cyrtandra efatensis là một loài thực vật có hoa trong họ Tai voi. Loài này được Guillaumin mô tả khoa học đầu tiên năm 1929.